# آتشک کتانی چمن
آتشک کتانی چمن (نام علمی: Pythium aphanidermatum) نام یک گونه از سرده فیتیوم است. به آن بوته‌میری جالیز هم گفته‌اند.